# Положитесь на Пита
Положитесь на Пита (англ. Lean on Pete) — британский драматический фильм 2017 года, сценаристом и постановщиком которого стал Эндрю Хэй. Фильм основан на одноимённом романе Вилли Влаутина . В главных ролях: Чарли Пламмер, Хлоя Севиньи, Трэвис Фиммел и Стив Бушеми. Фильм повествует о 15-летнем мальчике, который начинает работать в конюшне и дружить с хворой скаковой лошадью.
Фильм был показан в основной части 74-го Венецианского международного кинофестиваля, в которой Чарли Пламмер взял премию Марчелло Мастроянни в номинации «Лучший молодой актёр». Фильм был выпущен в США, 6 апреля 2018 года компанией A24 до выпуска в Великобритании 4 мая 2018 года компанией Curzon Artificial Eye .

## Сюжет
15-летний Чарли, живущий со своим отцом-одиночкой, находит случайную работу по уходу за стареющей скаковой лошадью по имени Lean On Pete. Когда отец Чарли умирает, то мальчик понимает, что его могут отправить под опеку. Чарли также узнает, что Пита хотят отправить на бойню. В итоге, Чарли и скаковая лошадь отправляются в странствие через новую американскую границу в поисках его давно потерянной тётушки.

## В ролях
- Чарли Пламмер — Чарли Томпсон, сын Рэя
- Трэвис Фиммел — Рэй Томпсон, отец Чарли
- Хлоя Севиньи — Бонни, жокей
- Стив Бушеми — Дель Монтгомери, тренер лошадей
- Стив Зан — Сильвер
- Эми Сайметц — Линн, любовная спутница Рэя
- Элисон Эллиотт — тетя Марджи
- Джастин Рейн — Майк
- Льюис Пуллман в роли Далласа
- Фрэнк Гальегос в роли Сантьяго
- Джулия Прюдомм в роли Руби
- Курт Конройд — в роли медсестры
- Боб Олин, в роли Мистера Кендалл
- Тейя Хартли, в роли Лори
- Рэйчел Перрелл Фоскет в роли Марты
- Джейсон Роуз в роли Митча

## Производство
В мае 2015 года было объявлено, что Эндрю Хэй напишет сценарий и снимет фильм на основе одноимённого романа с Тристаном Голигером, который будет продюсировать фильм под своим баннером The Bureau вместе с Film4 Productions. В июле 2016 года к актёрскому составу фильма присоединился Стив Бушеми. В том же месяце к актёрскому составу фильма присоединились Чарли Пламмер, Хлоя Севиньи и Трэвис Фиммел. В сентябре 2016 года к актёрскому составу фильма присоединились Стив Зан, Эми Сеймец и Томас Манн .
Джеймс Эдвард Баркер написал музыку к фильму.

### Съемки фильма
Съемочный период начался 13 августа 2016 г. и проходил в Портленде и Бернсе, штат Орегон . Съемки завершились 10 сентября 2016 года. В числе локаций был ипподром Портленд-Медоуз, названный в фильме Портленд-Даунс.

### Пост-продакшн
Во время пост-продакшна фильма роль Томаса Манна была исключена из окончательной версии фильма.

## Премьера фильма
В мае 2016 года A24 и Curzon Artificial Eye приобрели права на распространение фильма в США и Великобритании. Мировая премьера фильма состоялась 1 сентября 2017 года на Венецианском кинофестивале Фильм также был показан на Международном кинофестивале в Торонто 10 сентября 2017 года и на Лондонском кинофестивале BFI 5 октября 2017 года
Изначально, фильм планировалось показать в США 30 марта 2018 года, однако выпуск был перенесен на неделю до 6 апреля и был выпущен в Великобритании 4 мая 2018 года

### Оценки критиков
По состоянию на октябрь 2020 года, рейтинг фильма составляет 90 % на сайте рецензий Rotten Tomatoes. Оценка основана на 187 отзывах со средним рейтингом 7,89/10. По оценкам критиков «Lean on Pete это не слащавая мелодрама, а фильм, который показывает чуткое, но ясное изображение молодого человека на перепутье, что ещё раз подтверждает талант Чарли Пламмера.» На Metacritic средняя оценка фильма- 80 из 100, она основана на 44 отзывах, что в целом говорит о положительных рецензиях на фильм.
Брайан Таллерико из RogerEbert.com дал фильму оценку 3,5 звезды: "Меня восхитила гуманистическая глубина мира, которую создал Хэй. Такая глубина может быть передана по-настоящему лишь великим писателем и режиссёром, работающим на своей вершине ". Остин Дейл из INTO назвал этот фильм лучшим за 2018 год, огорчившись его скромными кассовыми сборами, также назвав его « самым американским, и самым продаваемым фильмом года».